# Занедбаний корабель
Занедбаний корабель (англ. Galactic Derelict) — науково-фантастичний роман американської письменниці Андре Нортон, вперше опублікований 1959 року.
Друга книга серії «Торгівці в часі»; фантастика про конфронтацію Заходу, Совєтів і Яйцеголових (іншопланетної раси з літаючими тарілками).

## Зміст
У пошуках води для своєї худоби апач Тревіс Фокс потрапляє в маловідомий каньйон у пустелі Арізони та потрапляє в полон до трьох чоловіків, в одному з яких він впізнає археолога Гордона Еша. Дізнавшись, що Фокс вивчав археологію та трохи копав у каньйоні, який вони зараз займають, Еш пропонує йому приєднатися до експедиції 10 000 років у минулому, щоб шукати космічний корабель.
Переодягнувшись у мисливців за культури Фолсом, Фокс, Еш і Росс Мердок подорожують у минуле, щоб розвідати територію навколо уламків інопланетного корабля, сфери діаметром приблизно 40 метрів. Вони знаходять уламки біля озера, а потім, за хребтом, вони знаходять неушкоджений менший космічний корабель із загиблим екіпажем інопланетян. Отримавши доповідь розвідників транстемпоральним телеграфом, майор Келгарріс і кілька техніків приходять у минуле і досліджують маленький корабель, визначивши, що вони можуть перенести його в сьогодення.
Фокс, Еш і Мердок патрулюють навколо корабля, поки техніки будують навколо нього клітку для перенесення в часі. У день, коли має бути здійснено перенесення, попіл від вулканічного вибуху та стадо мамонтів заганяють трьох чоловіків на корабель разом із техніком Кейсом Ренфрі. Землетрус ініціює перенесення, переносячи корабель у сьогодення. Заздалегідь налаштований автопілот корабля, запущений у дію, виводить корабель у космос.
Провівши людей через гіперпростір, корабель приземляється на планеті, де неспинні роботи заправляють корабель. Ще один стрибок через гіперпростір приносить корабель на другу планету чужої зоряної системи. Корабель приземляється в пустелі, стоїть кілька днів, а потім вирушає на курс, який веде його до третьої планети, схожої на Землю. Після приземлення корабель повідомляє про завершення подорожі, викидаючи невеликий диск зі свого автопілота.
Ренфрі намагається зрозуміти автопілот і відтворити курс зі стрічки у зворотному напрямку, поки три агенти часу досліджують вкриті джунглями руїни колись великого міста, в якому вони приземлилися. Через кілька тижнів Ренфрі вважає, що йому це вдалося, і намагається запустити корабель. Корабель проходить маршрут із чотирьох планет у зворотньому порядку і повертає чотирьох чоловіків на Землю, приземляючись на тому самому місці, звідки вони вилетіли.